# Tolui
Tolui (mongol Толуй; xinès 拖雷, Tuōléi) (vers 1190 - 1232) fou el fill més jove de Genguis Kan. Fou kan dels mongols i regent de l'imperi amb Borte i, per tant, otchigin (odjigin) o guardià de la llar i, per tant, hereu del patrimoni patern primitiu. El seu ulus a la mort del seu pare era a Mongòlia, a la regió entre el riu Tula, l'alt Onon i l'alt Kerulen. Tolui, estava casat amb una filla de Djagambu (germà de Wang Khan dels kerait), la princesa Sorgaqtani.

## Campanyes a les ordes del seu pare
El 1213 Genguis Kan va fer una campanya contra els jurchen i va dividir les seves forces en tres cossos, reservant-se per ell mateix i el seu fill Tolui el comandament del segon cos; aquest va baixar per la plana de Hopei i va conquerir Ho-kien-fu, i pel Shantung on va capturar Tsinan. Va sobrepassar viles fortificades com Baijing, Tcheng-ting i Ta-ming (al Hopei) i van arribar fins al sud de Shantung.
En la campanya iniciada el 1219 contra Coràsmia, el mateix Genguis Kan amb el seu fill Tolui van avançar cap a Bukharà on van arribar el febrer de 1220; la guarnició turca va intentar escapar, però fou descoberta i massacrada. La població es va rendir (10 o 16 de febrer de 1220); la ciutadella, defensada per 400 homes, fou conquerida i tots els defensors massacrats. La ciutat fou saquejada metòdicament però la vida dels habitants fou respectada excepte la dels que intentaven resistir a la violència i saquejos (generalment clergues musulmans). La ciutat fou finalment destruïda per un incendi que Djuweyni pensa que fou involuntari.
De Bukharà Genguis i Tolui van avançar cap a Samarcanda on se'ls van unir Txagatai i Ogodei que acabaven de conquerir Otrar. Un intent de sortida dels defensor va acabar en desastre i al cap de cinc dies la ciutat es va rendir (març de 1220). Igualment fou saquejada una vegada fou buidada dels habitants (per fer el saqueig més fàcil). Un part dels pobladors foren morts però els considerats útils com artesans o treballadors qualificats foren enviats a Mongòlia. La guarnició turca, que s'havia passat voluntàriament als mongols, fou tot i així massacrada. En canvi el clergat musulmà no va oferir resistència i fou respectat.
Mort Muhàmmad de Coràsmia al desembre del 1220, Genguis Kan i Tolui van creuar l'Amudarià el 1221 cap a l'Afganistan i Khurasan perseguint a les forces del xa de Coràsmia. Balkh fou ocupada i tot haver-se sotmès, fou destruïda i cremada i els habitants massacrats. Al Khurasan Genguis Kan va enviar el seu fill Tolui a ocupar Merv, que va caure per capitulació, i on la major part de la població fou assassinada. (febrer del 1221) en una matança presidida per Tolui, de la que només es van salvar 400 artesans; el mausoleu del soldà seljúcida Sandjar fou cremat i el sepulcre violat.
Després Tolui va anar cap a Nixapur que el novembre del 1220 havia rebutjat un atac del general mongol Toqutchar, gendre de Genguis Kan, mort en la lluita. Tolui va conquerir la ciutat (10 d'abril de 1221) i la va destruir. La vídua de Toqutchar va presenciar la matança; per evitar simulacions els caps dels assassinats foren tallats i es van fer piràmides de caps humans. Fins i tot els gossos i gats van ser morts. Pop de Thus, els mongols van destruir el mausoleu del califa Harun ar-Raixid. Després Tolui es va dirigir contra Herat, on la guarnició romania lleial al xa de Coràsmia, però on la població civil va obrir les portes; aquesta vegada els soldats foren massacrats però es va respectar la vida dels civils.
Tolui es va reunir amb Genguis Kan a Talikan, on també van arribar Txagatai i Ogodai que venien d'ocupar Urgendj. Talikan fou destruïda i Genguis Kan i Tolui van travessar l'Hindu Kush per anar a assetjar Bamian. En el setge fou mort Mutugen, fill de Txagatai i net preferit de Genguis Kan; la ciutat fou destruïda fins als fonaments i no es va fer botí ni presoners, tot fou destruït i tots foren morts. El lloc de la ciutat fou declarat maleït. Djalal al-Din Manguberti, el xa de Coràsmia fill de Muhammad, va aconseguir fugir a l'Índia.
Genguis Kan i Tolui van retornar cap a Gazni on van matar a tota la població excepte com sempre als artesans que podien ser enviats a Mongòlia. A Merw els retornats a la ciutat van cometre la bogeria de matar el prefecte deixat per Tolui, un persa, i proclamar a Djalal al-Din; el general Chigi-qutuqu va anar a la ciutat i va matar fins al darrer habitant amb gran minuciositat. Fins i tot els mongols van fer veure que se n'anaven i es van amagar no gaire lluny, i quan els que s'havien pogut amagar sortien, foren sorpresos pels mongols i morts com la resta.

## Regència
A la mort de Genguis Kan el 18 d'agost del 1227, Tolui com otchigin, va assolir la regència fins a l'elecció del Gran Kan. El pare havia designat hereu a Ogodei perquè estava políticament més capacitat i pensava que Tolui no era prou bon líder per dirigir l'imperi.
A la primavera del 1229 es va celebrar el gran kuriltai a la riba del Kerulen. Segons la voluntat de Genguis Kan, Ogodei fou escollit, probablement el 13 de setembre del 1229, renunciant Tolui a l'elecció. La residència ordinària es va establir a Karakorum.

## Darrera campanya a la Xina
El 1231 els mongols van reprendre l'ofensiva a la Xina contra els jurchen i van ocupar les viles del Wei; Ping-leang, Fong-siang i altres; per la campanya del 1232 i al no poder forçar el pas de Tong-Kuan, el van rodejar pel nord-est i sud-oest, i mentre Ogodai amb màquines de guerra ocupava Ho-tchong i creuava el riu Groc, el seu germà Tolui dirigia 30000 homes pel sud-oest entrant deliberadament en territori de la dinastia Song, i d'allí cap a la vall del Wei i l'alt Han, ocupant Han-tchong i descendent al Sichuan per la vall del Kia-ling assolant el districte de Pao-ning i després girant al nord-est per la vall mitjana de l'Han (que va creuar el 31 de gener de 1232) i va aparèixer a territori Jin al sud de l'Honan pel costat de Nan-yang. Mentre Ogodai després de conquerir Ho-tchong, va travessar el riu Groc i va entrar també a Honan pel nord (febrer del 1232), trobant a l'altre exèrcit a Kiun-tcheu, on pocs dies abans Tolui havia derrotat els Jin. Els Jin van oferir una resistència molt forta; els generals es deixaven executar abans que unir-se al conqueridor. Els mongols van ocupar finalment Tong-kuan (març de 1232). El general Subotai va dirigir la campanya després i va sotmetre totalment a la dinastia Jin.
Bon general, però alcoholitzat, Tolui va morir amb 40 anys el 9 d'octubre de 1232, després d'aquesta eficient campanya.

## Herència
Va deixar quatre fills: Mongke, que fou més tard gran kan (1 de juliol del 1251); Kublai o Kubilai Khan, que fou també gran kan (1260); Ariq Boke, gran kan en oposició al seu germà (del 1260 al 1264); i Hulagu, governador de Pèrsia (1253) i considerat el primer Il-kan (fins a 1265). La branca originada en Tolui és coneguda com els toluides.